# Каролина Великобританская
Кароли́на Елизаве́та Великобрита́нская (англ. Caroline Elizabeth of Great Britain) также Кароли́на Елизаве́та Ганно́верская (англ. Caroline Elizabeth of Hanover; 30 мая (10 июня) 1713 года—17 (28) декабря 1757 года) — третья дочь короля Великобритании Георга II и Каролины Бранденбург-Ансбахской.
Каролина никогда не была замужем и не имела детей; всё своё свободное время и деньги она тратила на благотворительность. Имевшая хрупкое здоровье принцесса провела бо́льшую часть жизни рядом с родителями в Сент-Джеймсском дворце, где и скончалась в 1757 году.

## Биография

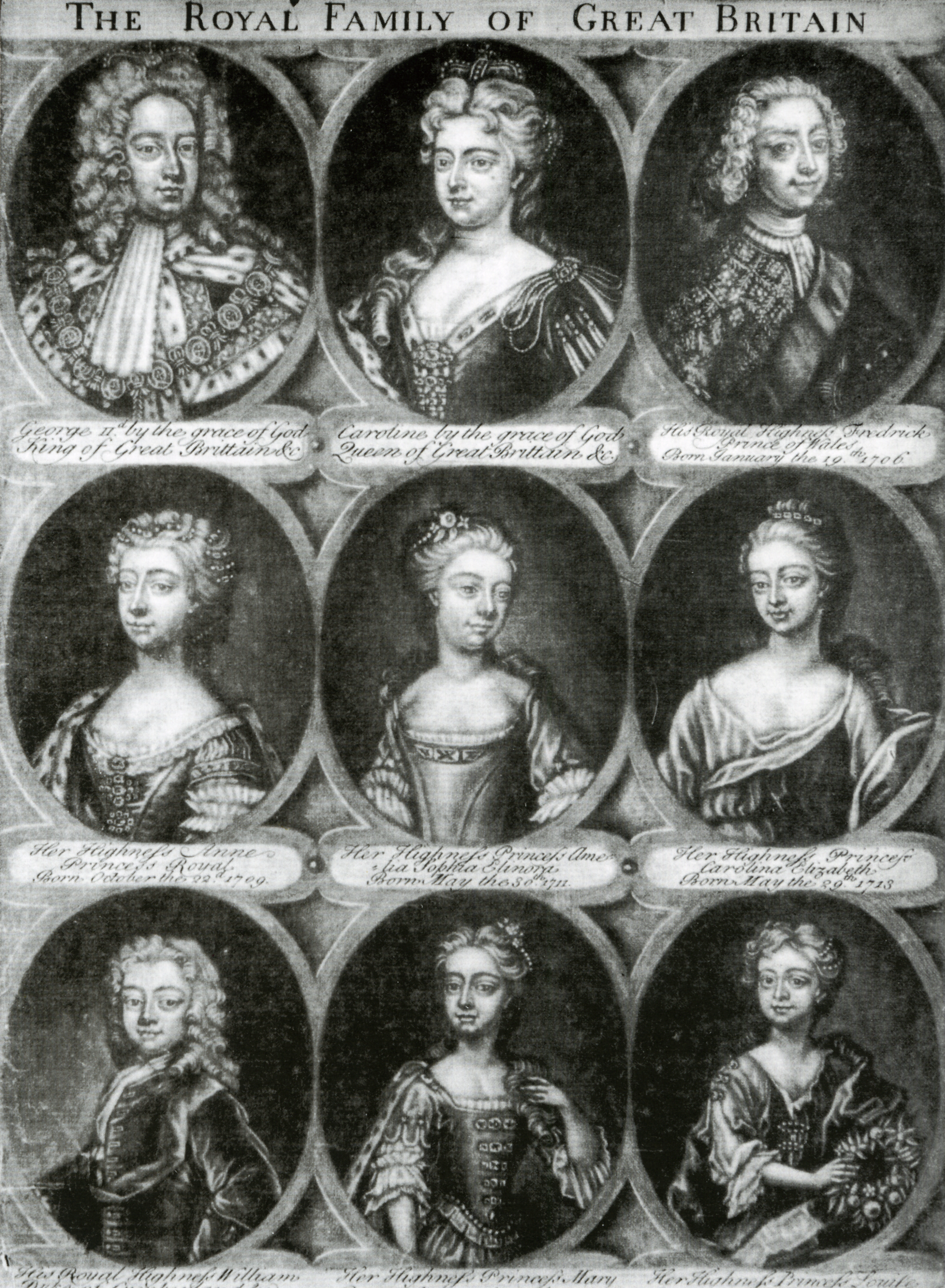
Георг II и Каролина Бранденбург-Ансбахская с детьми.
(Принцесса Каролина крайняя справа в среднем ряду)

### Ранние годы
Принцесса Каролина родилась 10 июня 1713 года во дворце Херренхаузена, Ганновер, в семье будущего короля Великобритании курпринца Георга II и его жены, Каролины Бранденбург-Ансбахской; была четвёртым ребёнком и третьей дочерью из девяти детей пары. По отцовской линии Каролина приходилась внучкой курфюрсту Ганновера Георгу I, унаследовавшему в 1714 году от своей троюродной тётки корону Великобритании, и Софии Доротее, принцессе Альденской. По материнской линии принцесса приходилась внучкой маркграфу Бранденбург-Ансбахскому Иоганну Фридриху и Элеоноре Саксен-Эйзенахской.
Будучи внучкой курфюрста Ганновера, с рождения Каролина получила право именоваться Её Светлейшее Высочество принцесса Каролина Ганноверская. Согласно Акту о престолонаследии 1701 года на момент рождения принцесса занимала седьмое место в порядке наследования британского престола после своей прабабки, деда, отца, брата и двух сестёр. Девочка была крещена 12 июня 1713 года.

### Принцесса Великобритании

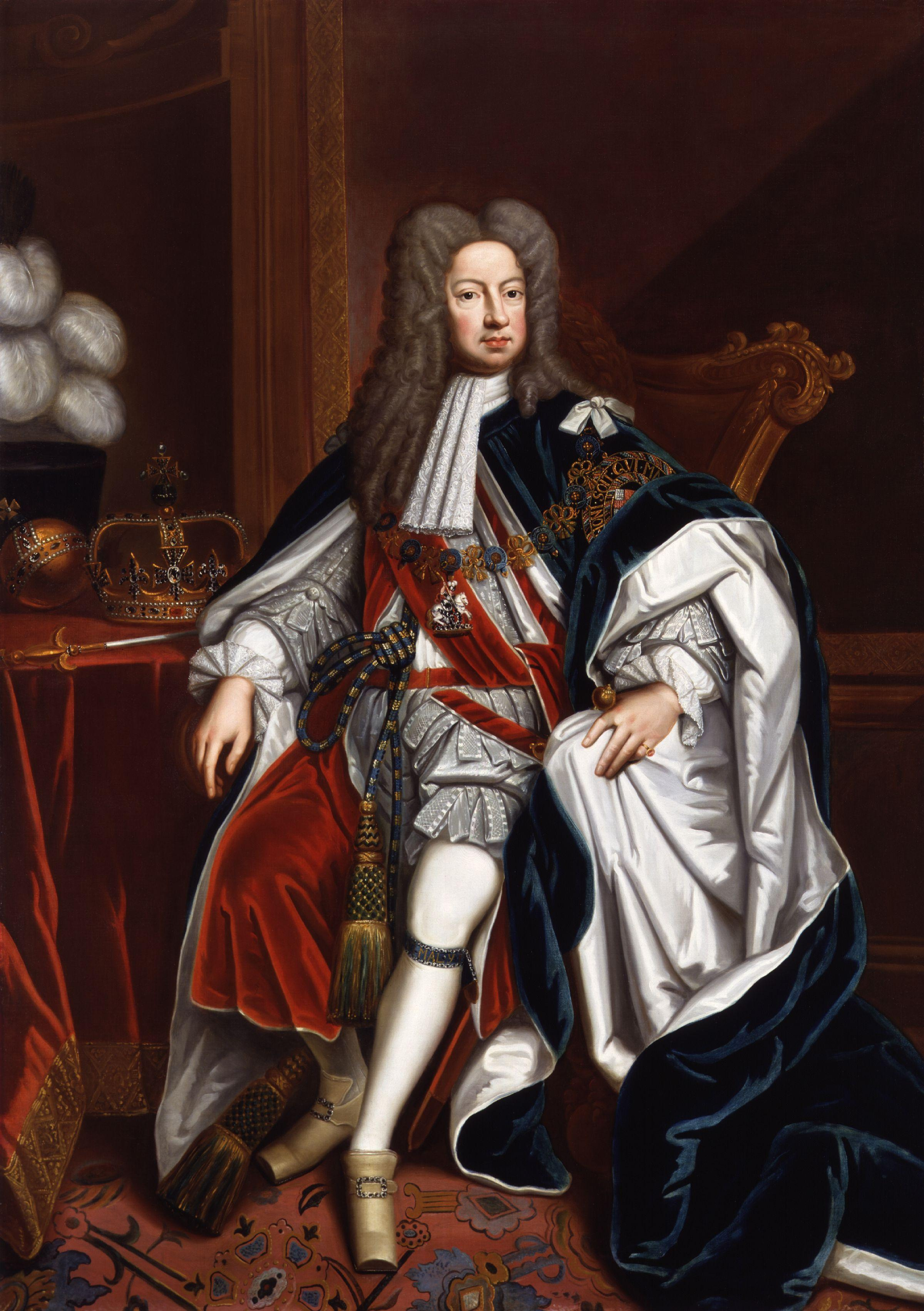
Дед Каролины, король Георг I

В 1714 году умерла королева Анна. Дед Каролины стал королём Великобритании Георгом I, а сама принцесса заняла пятое место в линии наследования. В октябре 1714 года мать и старшие сёстры Каролины отбыли в Великобританию, где семья поселилась в Сент-Джеймсском дворце в Лондоне, тогда как маленькая принцесса осталась по настоянию врачей в Ганновере ещё на несколько дней. Девочка получила титул принцессы королевской крови и стала именоваться Её Королевское Высочество принцесса Каролина (англ. HRH Princess Caroline и позже англ. HRH The Princess Caroline, когда её отец унаследовал трон).
1717—1720 годы прошли в ссорах между отцом Каролины и её дедом-королём. Одна из таких ссор в 1717 году привела к тому, что родители девочки были высланы из Сент-Джеймсского дворца в лондонский Лестер-Хаус, а сама Каролина вместе с остальным детьми пары, за исключением принца Фредерика, остававшегося всё это время в Ганновере, осталась на попечении короля. Позже принцу и принцессе Уэльским было позволено навещать детей раз в неделю и, в конечном итоге, матери разрешили навещать их без всяких запретов и договорённостей. Через год после высылки Георга скончался младший брат Каролины — Георг Вильгельм. Ещё два года спустя король и принц Уэльский по предложению политиков заключили перемирие, однако ни Каролина, ни две её сестры родителям возвращены не были. Воссоединение семьи произошло только в 1720 году после того, как старшая из сестёр Каролины, Анна, переболела оспой.
Здоровье принцессы, как и её сестёр, оставляло желать лучшего: девочки часто простужались и несколько раз перенесли бронхит. В 1722 году по настоянию матери Каролине, имевшей слабое здоровье, в числе других членов семьи короля Георга I, была сделана прививка от оспы методом вариоляции — ранним типом иммунизации, популяризированным Мэри Уортли Монтегю и Чарльзом Мейтландом.
Дед принцессы скончался 22 июня 1727 года во время визита в Ганновер. Каролина стала дочерью короля и четвёртой в линии наследования трона. Она стала больше заниматься благотворительностью и, судя по всему, покровительствовала протестантским обществам: новоявленные списки документов за январь-февраль 1728 года о расходах принцессы включают в себя информацию о благотворительных взносах в несколько таких групп в Лондоне.
Принцесса Каролина была любимицей матери и отца и была известна как «говорящая правду Каролина Елизавета» (или «любящая правду»). Когда между королевскими детьми случались разногласия, родители говорили «Идите к Каролине и мы узнаем правду!». Согласно Джону Дорану, «Правдолюбивая Каролина Елизавета была безоговорочно любима обоими родителями, была достойна ласки и платила тем же сполна. Она была честной, доброй, изысканной и несчастной».

### Поздние годы

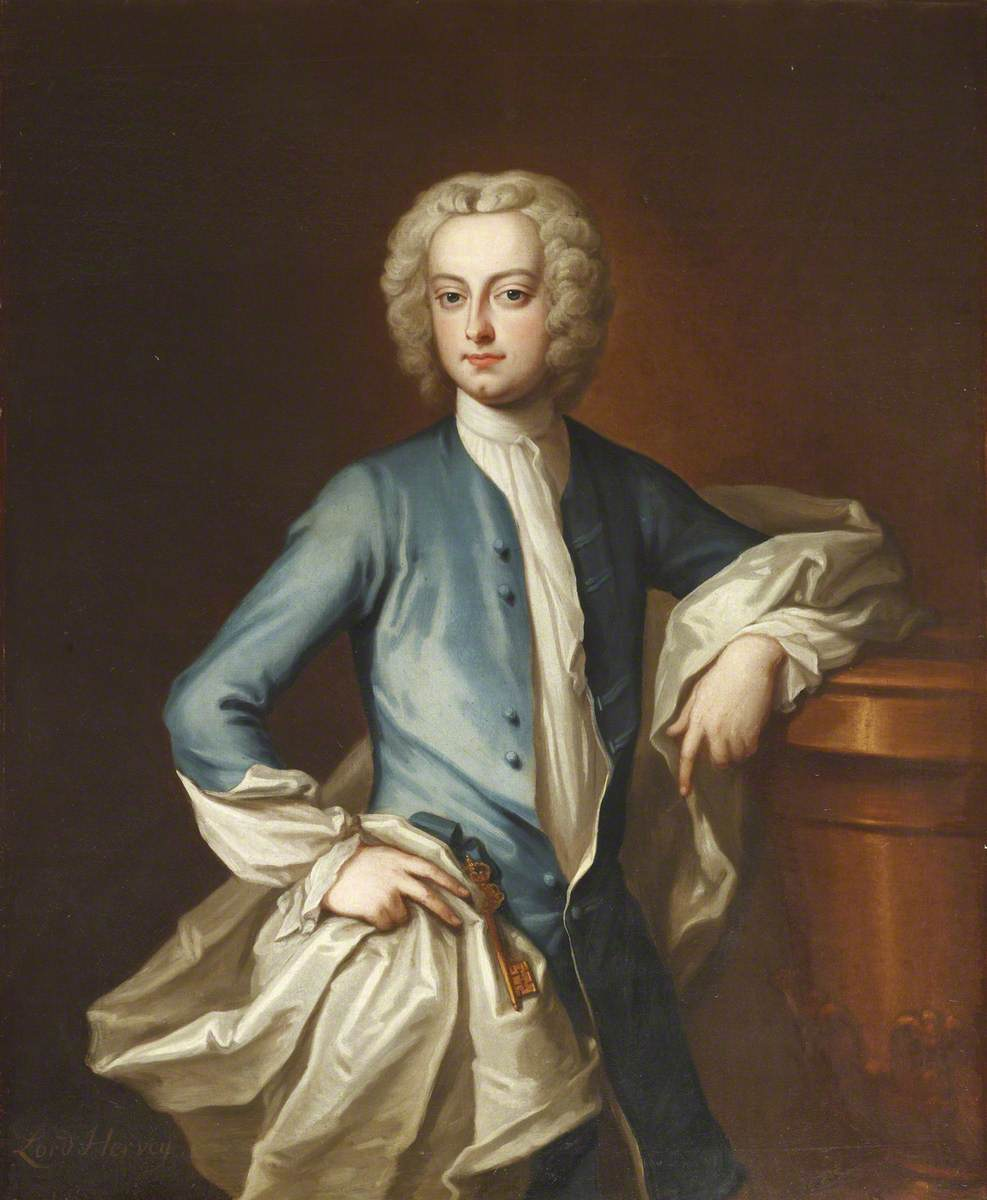
Лорд Херви

Согласно слухам, ходившим в народе, Каролина была несчастна из-за своей любви к женатому лорду Херви, который был старше принцессы на 17 лет и имел множественные бисексуальные связи, в том числе, вероятно, со старшим братом Каролины Фредериком и его любовницей. Неизвестно, имел ли какие-либо чувства к принцессе сам Херви, однако после его смерти в 1743 году Каролина позаботилась о том, чтобы дети возлюбленного ни в чём не нуждались.
Смерть Херви усугубила скорбь принцессы из-за смерти матери в 1737 году; она переехала в Сент-Джеймсский дворец, став фактически затворницей, разрешая навешать себя только членам семьи и самым близким друзьям. Каролина отдала всё своё состояние на благотворительность и часто посещала городские низы Лондона, познакомившись с бо́льшим количеством простых людей, чем её отец, сестра или старший брат.
И без того плохое состояние здоровья принцессы в последние годы её жизни стало ухудшаться. Принцесса Каролина умерла незамужней и бездетной 28 декабря 1757 года в Сент-Джеймсском дворце и была похоронена в капелле Генриха VII в Вестминстерском аббатстве.
Уолпол писал о смерти принцессы: «Хотя состояние её здоровья было очень опасно столько лет и она была во многом абсолютно ограничена, её расстройство было, в некотором роде, ново и неожиданно, и её смерть была неожиданна для неё самой, хотя искренне ею желанна. Её доброта была постоянной и единой, её безмерная щедрость, её благотворительность были самыми обширными; кратко, я, не роялист, могу быть щедр на похвалу ей».